# Quentalia brunnea
Quentalia brunnea är en fjärilsart som beskrevs av Paul Dognin 1916. Quentalia brunnea ingår i släktet Quentalia och familjen silkesspinnare. Inga underarter finns listade.